# Marian Smoluchowski
Marian Smoluchowski (28. květen 1872, Mödling u Vídně – 5. září 1917, Krakov) byl polský fyzik narozený v Rakousku. Byl průkopníkem statistické fyziky.

## Život
Narodil se v polské rodině blízko Vídně. V letech 1890-1894 vystudoval fyziku na Vídeňské univerzitě. Jeho učiteli zde byli Franz Serafin Exner a Jožef Stefan. V letech 1894-1895 byl na vojně, pak v roce 1895 s vyznamenáním obhájil doktorskou práci. Působil poté v laboratořích různých výzkumných center v Evropě (Paříž, Glasgow, Berlín). Roku 1898 se stal ve Vídni docentem a získal oprávnění přednášet (tzv. veniam docendi). V letech 1899-1912 působil na univerzitě ve Lvově, od roku 1900 jako profesor. V letech 1906-1907 byl prezidentem Koperníkovy polské společnosti přírodovědců. Od roku 1912 byl profesorem na Jagellonské univerzitě v Krakově, na katedře experimentální fyziky. 15. července 1917 byl zvolen rektorem Jagellonské univerzity. Zemřel krátce nato, na následky úplavice. Byl pohřben na Rakowickém hřbitově v Krakově.
Za ženu si vzal Sophii Baranieckou (1881-1959), dceru profesora matematiky na Jagellonské univerzitě Mariana Baranieckiho, se kterou měl dvě děti - dceru Aldonu (1902-1984) a syna Romana (1910-1996), který se stal rovněž fyzikem a profesorem na univerzitách v Princetonu a Austinu.
Smoluchowski byl též vášnivým lyžařem a horolezcem.

## Dílo
Odvodil zákony fluktuací rovnovážných stavů v molekulárních systémech. Provedl důkaz omezenosti klasické interpretace 2. věty termodynamiky vedoucí k tzv. tepelné smrti vesmíru.
Prováděl též výzkum k vysvětlení Brownova pohybu. Přitom potvrdil platnost kinetické teorie tepla a umožnil nový způsob určení Avogadrova čísla. Albert Einstein později použil jeho výsledky při formulaci teorie vysvětlující chaotický pohyb částic. Jedna z rovnic teorie difúze je známá jako Smoluchowského rovnice.